# Savage Garden (musikalbum)
Savage Garden är den australiska popduon Savage Gardens självbetitlade debutalbum, utgivet den 4 mars 1997. Det innehåller flera hits, bland andra "To the Moon and Back", "I Want You" och "Truly Madly Deeply". Det utgavs åtta singlar från albumet.

## Låtförteckning
Alla låtar är skrivna och komponerade av Darren Hayes och Daniel Jones. 
| 1.  | To the Moon and Back                       | 5:41 |
| 2.  | I Want You                                 | 3:52 |
| 3.  | Truly Madly Deeply (international version) | 4:37 |
| 4.  | Tears of Pearls                            | 3:46 |
| 5.  | Universe                                   | 4:20 |
| 6.  | Carry On Dancing                           | 3:45 |
| 7.  | Violet                                     | 4:04 |
| 8.  | Break Me Shake Me                          | 3:23 |
| 9.  | A Thousand Words                           | 4:00 |
| 10. | Promises                                   | 3:31 |
| 11. | Santa Monica                               | 3:37 |

## Medverkande
- Darren Hayes – sång, bakgrundssång
- Daniel Jones – keyboards, sequencing, sologitarr, kompgitarr, sång
- Terepai Richmond – trummor, slagverk
- Alex Hewetson – basgitarr
- Rex Goh – gitarr
- Jackie Orzaczky – stråkorkestrering, dirigering